# Umm el-Tlel
Umm el-Tlel est un site préhistorique situé dans la cuvette d’El Kowm, entre Palmyre et l’Euphrate, dans le centre de la Syrie. Il a livré des vestiges lithiques et des restes fossiles d'animaux allant du Paléolithique moyen au Paléolithique supérieur.

## Contexte
Umm el-Tlel fait partie du complexe d’El Kowm, qui comprend plusieurs sites archéologiques parmi lesquels figurent notamment les sites de Hummal et d’Aïn Jawal au sud, et de Nadaouiyeh Aïn Askar à l’ouest.

## Historique
Des fouilles systématiques ont commencé à Umm el-Tlel en 1994, dans le cadre de la mission permanente française à El Kowm, sous la direction d’Éric Boëda (université Paris-Nanterre) et de Sultan Muhesen (université de Damas). Éric Boëda, qui a rejoint l’équipe d’archéologues d’El Kowm en 1987, est devenu le principal fouilleur des sites d’Um el-Tlel et d'El Meirah. Les fouilles ont été interrompues par la guerre civile syrienne en 2011. 

## Stratigraphie
Les fouilles ont révélé 89 couches archéologiques sur 6 m d’épaisseur. 29 de ces couches ont été attribuées au Paléolithique supérieur, 3 à une phase de transition, dont fait partie l’Ahmarien, et 57 au Moustérien (Paléolithique moyen).
Les couches moustériennes datent de la période comprise entre 75 000 et 45 000 ans avant le présent (AP). La production de lames remonte à environ 40 000 ans AP.

## Faune
Les couches peuvent être regroupées en sections, dont quatre de couches moustériennes. Selon Christophe Griggo, huit couches ont été attribuées à la section V13, dans laquelle les chameaux représentaient 80 % des os et les chevaux 15 %. Dans six couches de la section V13, seuls les restes d’animaux des steppes ont été découverts. De petites quantités d’os de gazelle, d’antilope, d’autruche et d’aurochs (ces derniers ayant probablement migré d’Anatolie) ont été découverts. Ces espèces sont principalement associées à un climat très sec. L’absence de certains os, comme le crâne, indique que chez les chameaux, seules les parties les plus charnues du corps ont été rapportées sur le site, tandis que chez les chevaux, la proie entière a été rapportée. Il s’agissait donc d’un site de boucherie où l’on découpait le butin de chasse.
Les deux couches de la section V11 ne contenaient à nouveau que des chameaux, ce qui indique un climat très sec. Un quart des ossements proviennent de juvéniles. La section n'a livré que dix outils de silex, ce qui indique un faible niveau de traitement des carcasses. Il s’agissait donc probablement d’un camp de chasse.
La couche V12a est également dominée par les animaux des steppes, mais la gazelle y prédomine avec une part de plus de 65 %. Cela indique un climat plus frais. Dans la section V2, on a trouvé principalement des chevaux, associés pour la première fois à des restes d’hippopotames. On peut également trouver des chameaux et des gazelles. Dans l’ensemble, cela indique une phase plus humide.
Les chameaux et les chevaux constituent une part importante des proies dans toutes les strates. L’âne était chassé pour sa viande, comme en témoigne le squelette d’un âne trouvé à Umm el-Tlel. Dans la troisième vertèbre cervicale, il y avait une pointe Levallois cassée.

## Usage de bitume
Le site a donné lieu à la découverte de bitume utilisé comme adhésif. Cette technique de collage permettait de produire des outils composites, notamment de fixer des pointes de pierre sur des hampes ou des manches en bois. Le site de Visogliano, en Italie, a livré de telles traces d'usage d'un adhésif à un âge nettement plus ancien : les traces d’incendie analysées sont attribuées au stade isotopique de l’oxygène 12 ou 13, ce qui correspond à un âge de 427 000 à 528 000 ans.